# Motivación

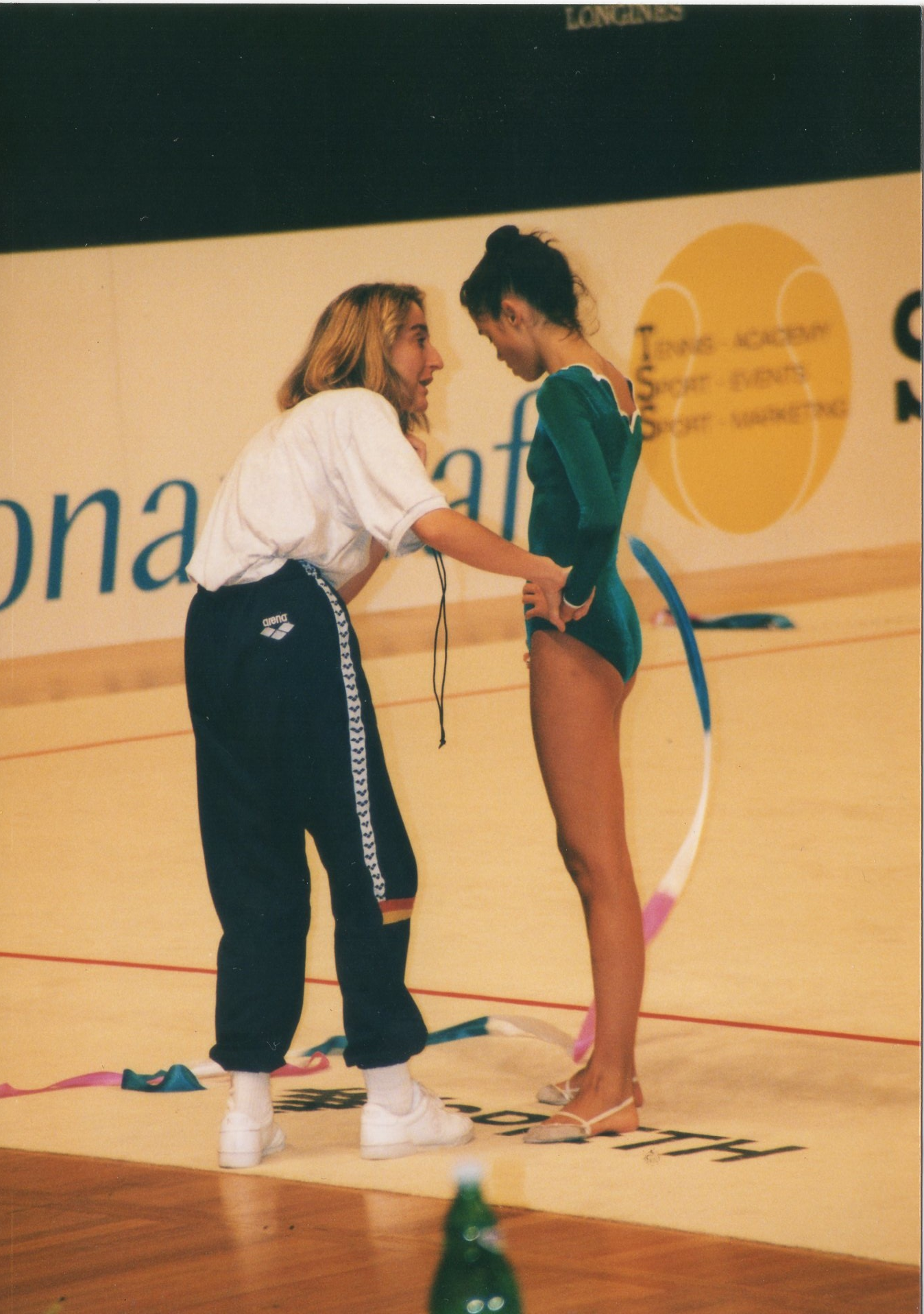
La entrenadora María Fernández motivando a la gimnasta Estela Giménez. La maestría es una de las motivaciones intrínsecas principales para un deportista.

La motivación es lo que explica por qué las personas o los animales inician, continúan o terminan un cierto comportamiento en un momento determinado. Los estados motivacionales se entienden comúnmente como fuerzas que actúan dentro del agente y que crean una disposición para participar en un comportamiento dirigido a un objetivo. A menudo se sostiene que los diferentes estados mentales compiten entre sí y que solo el estado más fuerte determina el comportamiento. Esto significa que podemos estar motivados para hacer algo sin hacerlo realmente. 
El estado mental paradigmático que proporciona motivación es el deseo. Pero puede que varios otros estados, como las creencias sobre lo que se debe hacer o las intenciones, también proporcionan motivación. Además, nos ayuda a alcanzar objetivos usualmente internos.
Se han propuesto varias teorías opuestas sobre el contenido de los estados motivacionales. Se conocen como teorías de contenido y pretenden describir qué objetivos motivan a las personas normalmente o siempre. La jerarquía de necesidades de Abraham Maslow y la teoría ERG, por ejemplo, postulan que los seres humanos tienen ciertas necesidades, que son responsables de la motivación. Algunas de estas necesidades, como la de comida y agua, son más básicas que otras, como la de respeto por parte de los demás. Según este punto de vista, las necesidades superiores solo pueden proporcionar motivación una vez que se han satisfecho las necesidades inferiores. Las teorías conductistas tratan de explicar el comportamiento solamente en términos de la relación entre la situación y el comportamiento externo y observable, sin referencia explícita a los estados mentales conscientes.
La motivación puede ser intrínseca, si la actividad se desea porque es intrínsecamente interesante o agradable, o extrínseca, si el objetivo del agente es una recompensa externa distinta de la actividad en sí. Se ha argumentado que la motivación intrínseca tiene resultados más beneficiosos que la motivación extrínseca. Los estados motivacionales también pueden clasificarse según si el agente es plenamente consciente de por qué actúa como lo hace o no, lo que se conoce como motivación consciente e inconsciente. La motivación está estrechamente relacionada con la racionalidad práctica. Una idea central en este campo es que debemos estar motivados para realizar una acción si creemos que debemos realizarla. No cumplir con este requisito resulta en casos de irracionalidad, conocidos como akrasia o debilidad de la voluntad, en los que hay una discrepancia entre nuestras creencias sobre lo que debemos hacer y nuestras acciones.
La investigación sobre la motivación se ha empleado en varios campos. En el campo de los negocios, una cuestión central se refiere a la motivación laboral, por ejemplo, qué medidas un empleador puede utilizar para garantizar que sus empleados estén motivados. La motivación también es de particular interés para los psicólogos de la educación debido a su papel crucial en el aprendizaje de los estudiantes. En este ámbito, se ha prestado atención especial a los efectos de la motivación intrínseca y extrínseca.

## Definición
La motivación se define comúnmente como lo que explica por qué, las personas o los animales inician, continúan o terminan un cierto comportamiento en un momento determinado. También puede definirse como «el señalamiento o énfasis que se descubre en una persona hacia un determinado medio de satisfacer una necesidad, creando y aumentando con ello, el impulso necesario para que ponga en obra ese medio o acción, o para que deje de hacerlo» o como «la raíz dinámica del comportamiento»; es decir, «los factores o determinantes internos que incitan a una acción». La motivación es un estado interno que activa, dirige y mantiene la conducta. La palabra deriva del latín motivus o motus, que significa ‘causa del movimiento’. 
Los estados motivacionales vienen en varios grados de fuerza. Cuanto mayor sea el grado, más probable es que el estado influya en el comportamiento. Esto a menudo está relacionado con fuerzas que actúan desde dentro del agente y que resultan en un comportamiento dirigido a un objetivo. Un problema de definir la motivación en términos de fuerzas internas es que es muy difícil medirlas, razón por la cual los teóricos con mentalidad empírica suelen preferir definiciones más vinculadas al comportamiento observable. Un enfoque es definir la motivación en términos de la flexibilidad del comportamiento del animal. Esta flexibilidad implica un comportamiento dirigido a un objetivo que cambia a medida que el animal aprende a través de nuevas experiencias. Las ratas, por ejemplo, pueden aprender a atravesar laberintos complicados para satisfacer su hambre. El comportamiento alimentario de las moscas, por otro lado, no es flexible en este sentido. Desde este punto de vista, estamos justificados para atribuir estados motivacionales a las ratas pero no a las moscas. Pero se ha argumentado que hay casos de motivación sin comportamiento flexible. Una persona totalmente paralizada, por ejemplo, podría seguir teniendo motivación a pesar de ser incapaz de participar en comportamiento. Esto significa que la flexibilidad aún puede ser una marca suficiente pero no necesaria de motivación. Algunas definiciones enfatizan la continuidad entre la motivación humana y animal, pero otras establecen una clara distinción entre las dos. Esto a menudo está motivado por la idea de que los agentes humanos actúan por razones y se comprometen con las intenciones que forman, mientras que los animales simplemente siguen su deseo más fuerte. Las definiciones causalistas enfatizan la relación causal entre la motivación y el comportamiento resultante. Las definiciones no causalistas, por otro lado, sostienen que la motivación explica el comportamiento de una manera no causal.

## Motivación y estados mentales
La motivación es lo que explica por qué las personas o los animales inician, continúan o terminan un cierto comportamiento en un momento determinado. Los conductistas han tratado de dar tales explicaciones únicamente en términos de la relación entre la situación y el comportamiento externo observable. Pero la misma entidad a menudo se comporta de manera diferente a pesar de estar en la misma situación que antes. Esto sugiere que la explicación necesita hacer referencia a estados internos de la entidad que median el vínculo entre estímulo y respuesta. Entre estos estados internos, los psicólogos y filósofos están más interesados en los estados mentales. El estado mental paradigmático que proporciona motivación es el deseo. Pero se ha argumentado que varios otros estados, como las creencias sobre lo que uno debe hacer o las intenciones, también pueden proporcionar motivación.
Una distinción importante es entre estados que proporcionan motivación siempre cuando están presentes, a veces denominados "actitudes esencialmente constitutivas de motivación" (essentially motivation-constituting attitudes), mientras que otros estados proporcionan motivación supeditada a ciertas circunstancias u otros estados. Se ha argumentado que un deseo de realizar una acción, un llamado deseo de acción (action-desire), siempre proporciona motivación. Este es el caso incluso si el agente decide no realizar la acción porque hay otros problemas más urgentes. Una creencia instrumental sobre cómo alcanzar un objetivo determinado, por otro lado, proporciona motivación supeditada a que el agente actualmente tenga ese objetivo en ese momento. Podemos desear muchas cosas además de acciones, como que nuestro equipo de fútbol favorito gane su próximo partido o que se establezca la paz mundial. Si estos deseos proporcionan motivación depende, entre otras cosas, de si el agente tiene la capacidad de contribuir a su realización. Mientras que algunos teóricos aceptan la idea de que el deseo es esencial para la motivación, otros han argumentado que podemos actuar incluso sin deseos. En cambio, la motivación puede basarse, por ejemplo, en la deliberación racional. Desde este punto de vista, ir a una endodoncia dolorosa está motivado en la mayoría de los casos por la deliberación y no por el deseo de hacerlo. Por lo tanto, puede ser que el deseo no es esencial para la motivación. Pero los opositores de la tesis de que hay motivación sin deseos pueden rechazar el análisis de tales ejemplos. En cambio, pueden argumentar que ir a la endodoncia es deseado en algún sentido, aunque también hay un deseo muy vívido presente en contra de hacerlo.
Otra distinción importante es entre deseos ocurrentes y parados (occurrent and standing desires). Los deseos ocurrentes son conscientes o de otra manera causalmente activos, en contraste con los deseos parados, que existen en algún lugar en el fondo de la mente. Si Dhanvi está ocupada convenciendo a su amiga de ir de excursión este fin de semana, por ejemplo, entonces su deseo de ir de excursión está ocurrente. Pero muchos de sus otros deseos, como vender su viejo coche o hablar con su jefe sobre una promoción, son meramente parados durante esta conversación. Solo los deseos ocurrentes pueden actuar como fuentes de motivación. Pero no todos los deseos ocurrentes son conscientes. Esto deja abierta la posibilidad de motivación inconsciente.

### Fuerza de deseo y acción
Algunos teóricos, a menudo de tradición humeana, niegan que estados distintos de los deseos puedan motivarnos. Cuando tal punto de vista se combina con la idea de que los deseos vienen en grados, puede conducir naturalmente a la tesis de que siempre seguimos nuestro deseo más fuerte. Esta teoría puede ser modificada de la manera en que siempre seguimos el curso de acción con la mayor fuerza neta de motivación. Esto explica los casos en los que varios deseos más débiles recomiendan el mismo curso de acción y juntos superan al deseo más fuerte. Se han planteado varios tipos de objeciones contra esta tesis. Algunos basan sus argumentos en la suposición de que tenemos libre albedrío, lo que significa que depende del agente lo que hacemos. Desde esta posición, es natural rechazar un punto de vista que permita que el comportamiento esté determinado por los deseos y no por el agente. Otros señalan contraejemplos, como cuando el agente actúa por un sentido del deber a pesar de que tiene un deseo mucho más fuerte de hacer otra cosa. Una línea de argumentación sostiene que hay una diferencia importante entre la motivación basada en un deseo y una intención de actuar: una intención implica algún tipo de compromiso o identificación con el curso de acción previsto. Esto ocurre por parte del agente y no está presente en los deseos regulares. Este enfoque puede combinarse con la opinión de que los deseos contribuyen de alguna manera a la formación de intenciones basadas en su fuerza. Se ha argumentado que esta distinción es importante para la diferencia entre la agencia humana y el comportamiento animal. Según este punto de vista, los animales siguen automáticamente su deseo más fuerte, mientras que los agentes humanos actúan de acuerdo con su intención, que puede coincidir o no con su deseo más fuerte.

## Tipos de teorías y modelos
Las teorías de la Motivación pueden ser clasificadas en varias bases.
- Natural vs. Racional basadas en si la teoría subyacente de la Cognición humana se apoya en fuerzas naturales (impulsos, necesidades, deseos) o algún tipo de racionalidad (instrumentalidad, significado, autoidentidad).
- Contenido vs. Proceso basada en si el foco está en el contenido ("qué") motiva frente al proceso ("cómo") toma lugar la motivación.

Las distintas escuelas de psicología tienen diversas teorías sobre cómo se origina la motivación y su efecto en la conducta. Todas aportan, desde diferentes perspectivas, conceptos clarificadores que explican cómo se origina (Para obtener éxito, culminar una expectativa, satisfacer un deseo).
Tipos de procesos de motivación:
Según Bandura hay varios tipos:
-Externos directos: conducta regulada por las respuestas, dando un valor incentivador para realizar una acción
- Externos vicarios: resultados observados en otros, comparación social, es decir, al observar la conducta de los demás modifico la mía propia. Produce una serie de efectos que son: aprenden conductas, procesos complejos efciaces, varios observadores, menor atención y facilita el aprendizaje.
- Autoproducidos:(previsión y criterios internos) Es aquello que debo hacer, soy capaz de aprenderlo y automatizarlo. Da lugar a prácticas educativas como el coaching(instrucción)modelado y role-playing.

## Teorías y modelos psicológicos
La motivación puede concebirse como un ciclo en el cual los pensamientos influyen en los comportamientos y estos dan lugar al desempeño el cual impacta en los pensamientos y el ciclo empieza de nuevo. Cada etapa del ciclo se compone de diversas dimensiones que incluyen estados, creencias, intenciones, esfuerzos, donde todo esto puede afectar a la motivación que un individuo experimenta.

### Motivaciones racionales
La idea de que los seres humanos somos racionales y que la conducta humana está guiada por la razón es vieja. Sin embargo, investigaciones recientes (en Satisficing por ejemplo) ha debilitado significativamente la idea de homo œconomicus o de una perfecta racionalidad en favor de una racionalidad limitada.

### Teorías del incentivo: motivación intrínseca y extrínseca
La motivación puede dividirse en dos teorías diferentes conocidas como motivación intrínseca (interna) o motivación extrínseca (externa). La primera viene del entendimiento personal del mundo y no depende de ningún incentivo externo ya que no necesita ningún tipo de reforzamiento ya que son motivadas por sí mismas desde la persona y la segunda depende de incentivos externos, y se enfoca principalmente en ayudar a la realización de una tarea como un medio para alcanzar un fin.
Algunos factores extrínsecos pueden ser:
- El dinero
- El tiempo de trabajo
- Viajes
- Coches
- Cenas
- Bienes materiales
- Las opiniones ajenas

Todos estos factores pueden incrementarse o disminuirse en el espacio alrededor del individuo; sin embargo, los factores intrínsecos dependen del significado que le dé la persona a lo que hace. Si bien es cierto, los llamados factores extrínsecos también dependen de esta interpretación de la persona, éstos pueden cambiarse radicalmente de forma muy rápida, mientras que los intrínsecos requieren de un trabajo de asimilación más adecuado a la mente del individuo. Los factores intrínsecos tratan de los deseos de las personas de hacer cosas por el hecho de considerarlas importantes o interesantes.
Existen tres factores intrínsecos importantes. Véase el libro de Daniel Pink sobre la motivación.
- Autonomía: el impulso que dirige nuestras vidas, libertad para tener control sobre lo que hacemos.
- Maestría: el deseo de ser mejor en algo que realmente importa.
- Propósito: la intención de hacer lo que hacemos por servicio a algo más grande que nosotros mismos.

#### Motivación intrínseca
La motivación intrínseca ha sido estudiada desde principios de la década de 1970. La motivación intrínseca podría definirse como el autodeseo de buscar cosas nuevas y nuevos retos, para analizar la capacidad de uno mismo, observar y adquirir más conocimiento. Está impulsada por un interés o placer por la tarea en sí misma, y reside en el individuo en lugar de depender de presiones externas o el deseo de recompensa.
El fenómeno de la motivación intrínseca fue reconocido por primera vez en estudios experimentales sobre la conducta animal. En estos estudios, se hizo evidente que los animales manifestaban comportamientos impulsados por la curiosidad, en ausencia de recompensa.
La motivación intrínseca es una tendencia motivacional natural y es un elemento fundamental en el desarrollo físico, social y cognitivo.
Los estudiantes que están motivados intrínsecamente participan en la tarea de buen grado, y trabajan para mejorar sus habilidades, lo que incrementará, a su vez, sus capacidades. Los estudiantes tienen más probabilidad de estar motivados intrínsecamente si:
- Atribuyen sus resultados académicos a factores que están bajo su control, también conocido como autonomía o locus de control
- Creen que tienen las habilidades para ser agentes eficaces en el logro de sus objetivos deseados, también conocido como creencias de autoeficacia
- Se muestran interesados en dominar un tema, y no solo en conseguir buenas notas.

Que un empleado se convierta en un profesional de tecnologías de la información porque quiere aprender cómo los usuarios de los ordenadores interactúan con las redes informáticas, es un ejemplo de motivación intrínseca. El empleado tiene la motivación intrínseca de adquirir más conocimiento.
De acuerdo a la teoría de Autodeterminación de Ryan & Deci , esta se divide en motivación intrínseca al conocimiento, al logro y a la estimulación. 
VentajasLa motivación intrínseca puede ser de larga duración y auto-sostenible. Los esfuerzos para construir este tipo de motivación también suelen ser los resultados de la promoción del aprendizaje de los estudiantes. Tales resultados se centran a menudo sobre el tema en lugar de recompensas o castigos. La motivación es muy buena para ayudar a otras personas a que logren objetivos o metas.
DesventajasPor otro lado, los esfuerzos para fomentar la motivación intrínseca pueden ser lentos para que afecte en el comportamiento y pueden requerir una larga preparación especial. Los estudiantes son individuos, por lo que pueden ser necesarios diferentes enfoques para motivar a cada estudiante. A menudo es útil saber lo que interesa a cada estudiante con el fin de conectar estos intereses con el tema. Para ello es necesario conocer a cada estudiante.
Teoría de los 16 deseos básicos

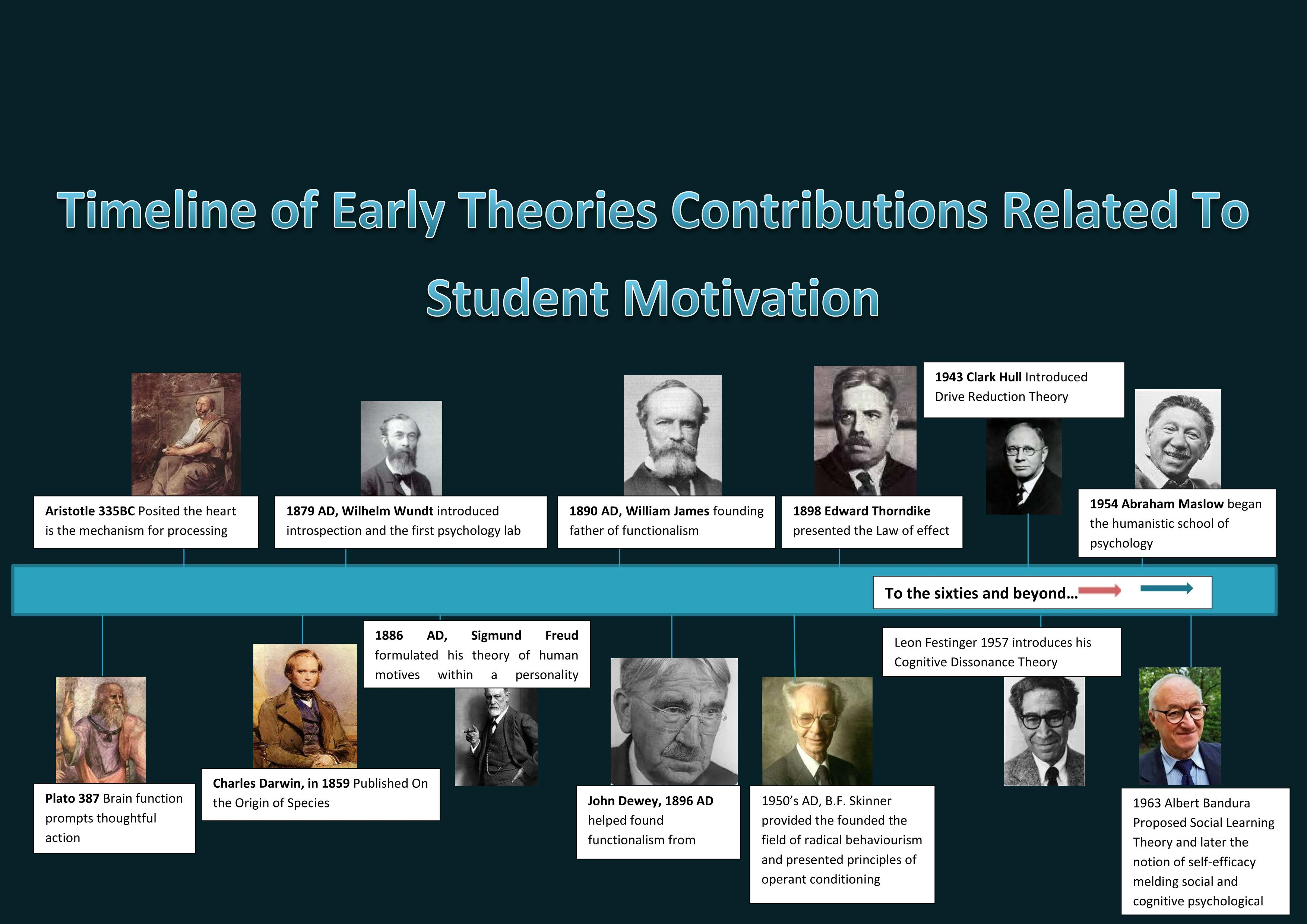
Línea del tiempo de los estudiosos de la motivación.

A partir de un estudio en el que participaron más de 6000 personas Steven Reiss propuso una teoría que encuentra 16 deseos básicos que guiarían prácticamente todos los comportamientos humanos. Los 16 deseos básicos que motivan nuestras acciones y definen nuestra personalidad son:
- Aceptación, la necesidad de sentirse aprobado.
- Curiosidad, la necesidad de aprender y pensar
- Comer, la necesidad de alimentarse.
- Familia, la necesidad de tener hijos.
- Honor, la necesidad de ser leal a los valores tradicionales de nuestro grupo étnico o clan.
- Idealismo, la necesidad de buscar justicia social.
- Independencia, la necesidad de asegurar la individualidad.
- Orden, la necesidad de tener un ambiente organizado, predecible y estable.
- Actividad física, la necesidad de hacer ejercicio.
- Poder, la necesidad de influenciar y necesidad de la voluntad.
- Romance, la necesidad sexual.
- Ahorrar, la necesidad de guardar.
- Contacto social, la necesidad de tener amigos.
- Posición social, la necesidad de destacar socialmente.
- Tranquilidad, la necesidad de sentirse seguro y a salvo.
- Venganza, la necesidad de obtener un desquite.[34][35]

#### Motivación extrínseca
La motivación extrínseca hace referencia al desarrollo de una actividad para conseguir un resultado deseado y es opuesta a la motivación intrínseca
La motivación extrínseca se genera por las influencias externas al individuo. En la motivación extrínseca, la pregunta más difícil de responder es ¿de dónde consigue la persona la motivación necesaria para llevar a cabo una tarea y seguir esforzándose con persistencia?
Generalmente, la motivación extrínseca se utiliza para lograr los resultados que una persona no podría obtener de la motivación intrínseca.
Las motivaciones extrínsecas más comunes son las recompensas (por ejemplo dinero o buenas notas) por demostrar el comportamiento deseado, y la amenaza de castigo tras una mala conducta. La competición es un motivador extrínseco porque fomenta el ganar y el vencer a los demás, no solo para disfrutar de las recompensas intrínsecas de la actividad. El aplauso del público y el deseo de ganar un trofeo también son incentivos extrínsecos.
Investigaciones en Psicología Social han demostrado que las recompensas extrínsecas pueden llevar a un efecto de  sobrejustificación y una consecuente reducción de la motivación intrínseca. En un estudio que demuestra este efecto, niños que esperaban ser recompensados con un premio concreto por hacer dibujos, en observaciones posteriores, pasaron menos tiempo jugando con los materiales de dibujo que aquellos niños a los que no se les especificó un premio concreto.
Sin embargo, otro estudio demostró que estudiantes de tercer grado que fueron recompensados con un libro, en el futuro mostraron más comportamientos de lectura, lo que implica que algunos premios no debilitan la motivación intrínseca.
Aunque las recompensas extrínsecas podrían reducir el deseo de una actividad, el uso de coacciones extrínsecas, como la amenaza de castigo, contra la realización de una actividad, en realidad, puede incrementar el interés intrínseco hacia la misma actividad. En un estudio, a unos niños se les amenazó levemente en contra de que jugaran con un determinado juguete. Se encontró que la amenaza, en realidad, sirvió para aumentar el interés de los niños en el juguete, el cual no era deseado antes de la amenaza.
Algunos investigadores, con el paso de años, han llegado a la conclusión de que existen varias fases en la motivación extrínseca, pudiendo pasar de una puramente externa, al otro extremo. Así, podemos hablar de motivación externa (en la cual influyen los factores externos, sin que el individuo tenga control sobre ellos), introyectada (en la cual la retribución comienza a ser interna), regulada por identificación (el individuo continúa trabajando por motivos externos, pero con más autonomía) y por integración (en la cual la motivación es semejante a la intrínseca, sin embargo, no se lleva a cabo por la simple satisfacción de realizarla, como ocurre con la anterior).
Tanto la motivación extrínseca como la intrínseca pueden presentar un tipo de motivación positiva o negativa, dependiendo de las consecuencias. Esto es, la motivación positiva la busca la persona con la intención de recibir alguna recompensa. Sin embargo, en el caso de la motivación negativa, lo único que se busca es esquivar una consecuencia desagradable.

#### Condicionamiento operante
Burrhus Frederic Skinner creía en la idea de que la mejor manera de entender completamente el comportamiento de un individuo es investigar las causas de una acción y sus consecuencias. El condicionamiento operante, la teoría por la que el Dr. Skinner es más conocido, es un método de aprendizaje que ocurre mediante recompensas y castigos por una conducta. El condicionamiento operante de Skinner se basa en el trabajo de Edward Thorndike “Ley del Efecto”,. En 1948, Skinner llevó a cabo un experimento de condicionamiento operante mediante el uso de animales, los cuales puso en una "caja de Skinner". Los cambios en el comportamiento son el resultado de la reacción de una persona a su entorno en un ambiente. "Una respuesta produce una consecuencia como la definición de una palabra, golpear una pelota, o resolver un problema de matemáticas.".

#### Push and pull
Las motivaciones Push son aquellas en las que las personas se “empujan” hacia sus objetivos o para conseguir algo, como el deseo de evasión, el descanso y la relajación, el prestigio, la salud y la forma física, la aventura y la interacción social.
Sin embargo, con la motivación Push también es fácil desanimarse cuando se presentan obstáculos en el camino. La motivación Push hace de fuerza de voluntad y la fuerza de voluntad de las personas es tan fuerte como el deseo que hay tras la fuerza de voluntad.
Además, hay un estudio realizado sobre las redes sociales y su efecto “Push & Pull”. Una cosa que se menciona es que “el arrepentimiento y la insatisfacción corresponden a factores de empuje (push), porque ambos son factores negativos que obligan a los usuarios a abandonar su actual proveedor de servicios". Por tanto, las motivaciones push también pueden ser una fuerza negativa (pesar y descontento).
Las motivaciones Pull son lo opuesto a las push. Es un tipo de motivación mucho más fuerte. La motivación pull no es tanto el deseo de alcanzar una meta como que es el objetivo quien tira de nosotros hacia él. Es más fácil ser atraído por algo que empujarse a uno mismo hacia algo que uno desea.
También puede ser una alternativa cuando se compara con una fuerza negativa. Del mismo estudio que se mencionó anteriormente, "El arrepentimiento y la insatisfacción con un proveedor de servicios actual puede provocar un mayor interés hacia el cambio de proveedor, pero tal motivo será más probable con la presencia de una buena alternativa. Por lo tanto, el atractivo de la alternativa puede moderar los efectos de pesar e insatisfacción con respecto a la intención de cambiar " y así, la motivación pull puede generar un deseo cuando influencias negativas entran en escena.

### Autocontrol
El autocontrol con respecto a la motivación se considera cada vez más como una subcategoría de la inteligencia emocional se sugiere que, si bien una persona puede ser clasificada como altamente inteligente (mediante tests de inteligencia tradicionales), pueden permanecer desmotivados para realizar esfuerzos intelectuales. La teoría de la esperanza de Victor Vroom, describe cómo la gente puede decidir ejercer un autocontrol en la búsqueda de un objetivo concreto.

### Teoría del incentivo
La teoría del incentivo hace referencia a un incentivo o motivo para hacer algo.
El  más común sería una recompensa. Las recompensas pueden ser tangibles o intangibles, y se presentan generalmente después de la acción o comportamiento que se trata de corregir o hacer que vuelva a suceder. Se consigue mediante asociación positiva al comportamiento y/o acción. Estudios demuestran que si la persona recibe la recompensa inmediatamente, el efecto es mayor, y disminuye a medida que se retrasa. Una acción-recompensa repetitiva puede causar que la acción (o comportamiento) se convierta en un hábito. La motivación proviene de dos fuentes: uno mismo, y las demás personas (consultar motivación intrínseca y extrínseca para más información)
“Los reforzadores y los principios de refuerzo del comportamiento difieren del constructo hipotético de recompensa.
Un reforzador es aquello que sigue a la acción, con la intención de que la acción ocurra más frecuentemente. El Refuerzo positivo está demostrado por un incremento, en el futuro, de la frecuencia o la magnitud de la acción, debido a que en el pasado, dicha acción era seguida por un estímulo de refuerzo. El refuerzo positivo conlleva un cambio de estímulo que consiste en la incorporación o la ampliación de un estímulo positivo después de una respuesta.
El Refuerzo negativo conlleva un cambio de estímulo que consiste en la eliminación del estímulo tras una respuesta. Desde esta perspectiva, el concepto de diferenciar entre las fuerzas intrínsecas y extrínsecas es irrelevante.
Otro principio de refuerzo es el refuerzo intermitente. Consiste en introducir y retirar el refuerzo. Es muy eficaz para bloquear comportamientos que preceden al impedir la recompensa mediante la pérdida de su valor. El refuerzo intermitente también puede hacer que sea más difícil modificar un comportamiento después. "El Dr. Skinner, de hecho, trazó programas de refuerzo en miles de estudios que muestran cómo la fuerza de refuerzo cambia en función de la frecuencia con se produjo." .
En psicología, la teoría de incentivos trata la motivación y el comportamiento de la persona, en tanto en cuanto está influido por creencias, y mientras que participa en actividades que se espera que sean rentables. La teoría de incentivos es promovida por psicólogos conductistas, como BF Skinner. La teoría de incentivos está especialmente apoyada por Skinner en su filosofía de conductismo radical, lo que significa que las acciones de una persona siempre tiene repercusiones sociales; y si las acciones son recibidas de forma positiva, hay más probabilidades de que las personas actúen en esta forma, y al revés.
La teoría de incentivos se distingue de otras teorías de la motivación, como la pulsión, en el sentido de la motivación. En la teoría de incentivos, los estímulos] ‘atraen’ a la persona hacia ellos.
En términos de conductismo, la teoría de los incentivos conlleva un [reforzamiento |refuerzo positivo: el estímulo de refuerzo ha sido condicionado para hacer a la persona más feliz. Por el contrario, la teoría de pulsión consiste en un refuerzo negativo: un estímulo se ha asociado con la eliminación del castigo o falta de homeostasis.
Por ejemplo, una persona que ha llegado a saber que si come cuando tiene hambre eliminará ese sentimiento negativo de la sensación de hambre, o que si bebe cuando tienen sed, va a eliminar ese sentimiento negativo de sed.

### Teoría de reducción de pulsiones
La teoría de pulsión nace de la idea de que la gente tiene ciertos impulsos biológicos, como el hambre. Conforme el tiempo pasa, la fuerza de los impulsos aumentan si no están satisfechos (en este caso comiendo). Al satisfacer el impulso, la fuerza del mismo se reduce. Creada por Clark L. Hull y desarrollado por Kenneth Spence, la teoría se hizo muy conocida durante las décadas de 1940 y 1950. Muchas de las teorías motivacionales que surgieron durante los años 1950 y 1960 se basaban en la teoría original de Hull o se centraron en proveer alternativas a la teoría de reducción de pulsión, incluyendo la jerarquía de las necesidades de Abraham Maslow, la cual surgió como una alternativa al enfoque de Hull.
La teoría de pulsión tiene cierta validez intuitiva o popular. Por ejemplo, cuando se prepara comida, el modelo de pulsión parece ser compatible con sensaciones de aumento de la sensación de hambre y después de ser consumida, una disminución en el hambre subjetiva. Sin embargo, existen varios problemas que deja la validez de esta teoría abierta al debate.

### Teoría de la disonancia cognitiva
Sugerida por Leon Festinger, la disonancia cognitiva se produce cuando un individuo experimenta algún grado de incomodidad que resulta de una inconsistencia entre dos cogniciones: su percepción sobre el mundo que le rodea, y sus propios sentimientos y acciones personales.
Por ejemplo, un comprador puede tratar de tranquilizar, con respecto a una compra, la sensación de que otra decisión pudo haber sido mejor. Su sensación de que otra compra habría sido mejor es incompatible con su acción de comprar el artículo. La diferencia entre sus sentimientos y creencias causa disonancia, por lo que tratan de tranquilizarse a sí mismo.
Aunque no es una teoría de la motivación, en sí misma, la teoría de la disonancia cognitiva propone que la gente tiene un impulso motivacional para reducir la disonancia. La miseria cognitiva hace que la gente justifique las cosas de una manera sencilla con el fin de reducir el esfuerzo cognitivo. Lo hace mediante el cambio de sus actitudes, creencias o acciones, en lugar de afrontar las inconsistencias, ya que la disonancia requiere un esfuerzo mental. La disonancia también se reduce al justificar, culpar, y negar. Es una de las teorías más influyentes y ampliamente estudiadas en psicología social.

### Teorías de contenido
Las teoría de contenido ha sido una de las primeras teorías de la motivación. Dado que la teoría se centra en la importancia de lo que nos motiva (necesidades), la teoría de contenido también hace referencia a la teoría de las necesidades. En otras palabras, trata de identificar cuáles son nuestras “necesidades” y cómo se relacionan con la motivación para satisfacerlas. Otra definición de Pritchard y Ashwood es el proceso utilizado para asignar la energía para maximizar la satisfacción de las necesidades.

#### Jerarquía de necesidades de Maslow

Pirámide de Maslow

La teoría de Maslow es una de las teorías motivacionales más ampliamente discutidas. Abraham Maslow creía que el hombre es inherentemente bueno y argumentaba que los individuos poseen un impulso interno de constante crecimiento que tiene un gran potencial. El sistema de jerarquía de necesidades, ideado por Maslow (1954), es comúnmente usado para clasificar las motivaciones humanas.
El psicólogo norteamericano Abraham Maslow desarrolló la jerarquía de necesidades que consiste en cinco clases jerárquicas. De acuerdo con Maslow, las personas están motivadas debido a necesidades insatisfechas.
Las necesidades enumeradas desde las básicas hasta las más complejas son:
- Fisiológicas: hambre, sed, sueño, etc.
- Seguridad: abrigo, refugio, salud, etc.
- Sociales: amor, amistad, etc.
- Autoestima: respeto, éxito, confianza, etc.
- Autorrealización: logro de todo el potencial, nunca se cumple completamente.[60]

### Otras teorías sobre la motivación
- Teoría de los dos factores
- Teoría X y Teoría Y
- Efecto Pigmalión
- Teorías de Clayton Alderfer
- Teoría de la esperanza
- Teoría de la equidad laboral
- Teoría Z

## Razones motivacionales y racionalidad
Las razones motivacionales (motivational reasons) son razones prácticas que tiene un agente para favorecer un cierto curso de acción. Se contrastan con razones normativas (normative reasons), que determinan lo que el agente debe hacer desde un punto de vista imparcial. Por ejemplo, Jane sufre de hipertensión arterial, lo que es una razón normativa para no comer un gran trozo de tarta de chocolate. El hecho de que esté delicioso, por otro lado, es la razón motivacional de Jane para comer una porción de todos modos. Podemos tener razones normativas sin ser conscientes de ellas, lo que no ocurre con las razones motivacionales. Es posible que los estados inconscientes afecten nuestro comportamiento de varias maneras. Pero estos estados y su contenido no se consideran razones motivacionales en tales casos. Tomado en el sentido más amplio, hay formas de motivación que no implican razones motivacionales. Una segunda diferencia es que las razones normativas son factivas, mientras que las razones motivacionales pueden engañar al agente. Así, tener hipertensión arterial solo puede ser una razón normativa para Jane si realmente tiene hipertensión arterial. Pero la delicia de la tarta puede ser una razón motivacional incluso si la tarta no está deliciosa en absoluto. En este caso, la motivación se basa en una creencia falsa. Pero idealmente, las razones motivacionales y las razones normativas coinciden: el agente está motivado por hechos que determinan lo que debe hacer.
Un tema estrechamente relacionado concierne a la relación entre lo que creemos que debemos hacer, las llamadas deber-creencias (ought-beliefs), y lo que estamos motivados a hacer o realmente pretendemos hacer.  El filósofo John Broome sostiene que esta relación está en el núcleo de la racionalidad enkrática: "La racionalidad requiere de ti que, si crees que debes hacer F, entonces tienes la intención de hacer F". Piensa que el proceso de razonamiento es responsable de alinear nuestras intenciones con nuestras deber-creencias. Los requisitos de la racionalidad no siempre se cumplen, lo que resulta en casos de irracionalidad. Se dice que una persona sufre de akrasia o debilidad de la voluntad si no logra satisfacer el requisito enkrático, es decir, si hace algo diferente de lo que cree que debe hacer. Un autor que cree que debe trabajar en su nuevo libro, pero acaba viendo televisión es un ejemplo de un caso de akrasia. La acedia es un fenómeno estrechamente relacionado en el que el agente cree que hay algo importante por hacer, pero carece de cualquier motivación para ejecutar esta acción debido a la apatía.

## La motivación en el trabajo

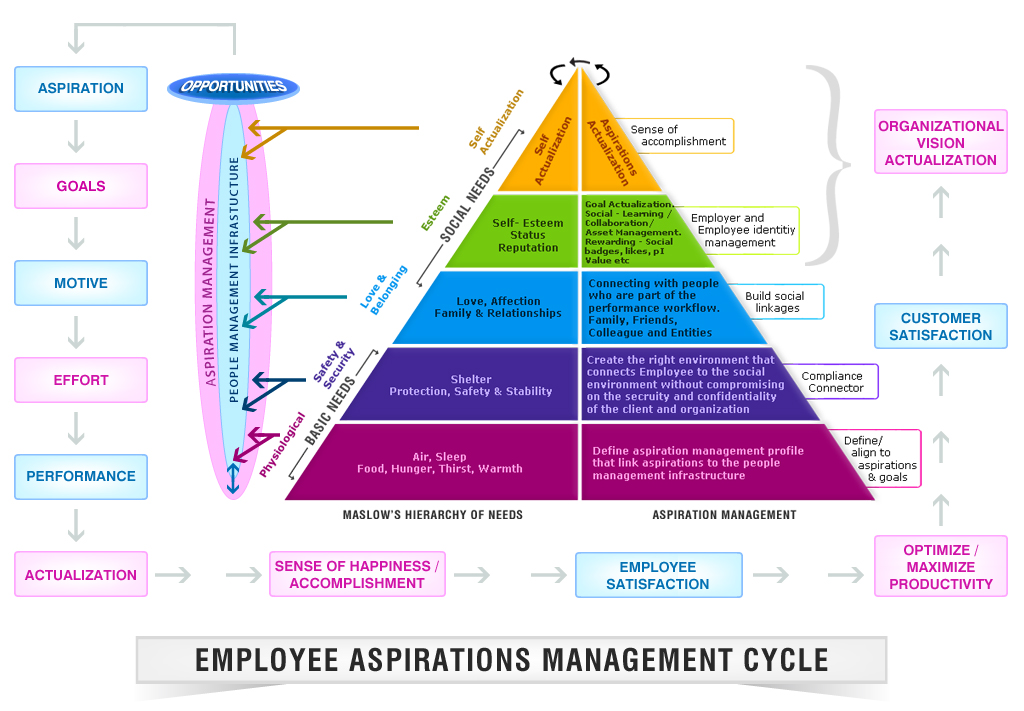
El ciclo de gestión de aspiraciones de los empleados que se muestra en este diagrama, resume las relaciones y la integración entre las motivaciones de los empleados y las oportunidades y buen entendimiento que la empresa brinda a sus colaboradores.

Motivación de trabajo «es un conjunto de fuerzas energéticas que se originan tanto dentro como más allá de ser un individuo, para iniciar un comportamiento relacionado con el trabajo y para determinar su forma, dirección, intensidad y rendimiento».
Mientras que la motivación a menudo puede utilizarse como una herramienta para ayudar a predecir el comportamiento, varía considerablemente entre los individuos y a menudo debe combinarse con la capacidad y los factores ambientales para influir realmente en rendimiento y comportamiento. Debido a la función de motivación en que influyen en el rendimiento y comportamiento laboral, es clave para las organizaciones a comprender y estructurar el ambiente de trabajo para fomentar comportamientos productivos y desalentar a aquellos que son improductivos.
La motivación en los colaboradores de una compañía es de vital importancia debido a que ellos darán todo de sí en pro de un objetivo personal u organizacional. La motivación laboral se da mediante la relación de recompensas y rendimiento; ya que este tipo de incentivos les da mérito o reconocimiento a labores asignadas.
Un personal altamente motivado le aporta ideas creativas e innovadoras a la compañía que quizás podrán generarle éxito al grupo de trabajo en la organización.

## Variables motivacionales
Documentadas por primera vez por E. Duffy en 1930, se definen las variables motivacionales como la dual índole energética y direccional con frecuencia unidas en una sola.
Se distinguen tres categorías, que son las siguientes:
- Variables energéticas: Su función consiste en activar la conducta.

- Variables direccionales: Regulan y orientan la actividad.

- Variables mixtas (o vectoriales): Incluyen simultáneamente las dos anteriores, crean un doble efecto de intensidad y dirección sobre la conducta.[9]

## Causas de la motivación
Los motivos pueden agruparse en diversas categorías:
- Motivos racionales y los emocionales.
- Egocéntricos o altruistas.
- Los motivos pueden ser también de atracción o de rechazo, según muevan a hacer algo en favor de los demás o a dejar de hacer algo que se está realizando o que podría hacerse.

La programación neurolingüística sostiene por el contrario que no existe una manera de motivar al personal de toda una empresa, sino que los objetivos deben ser ajustados a cada grupo o persona de acuerdo con sus características.

## La importancia de la motivación
La motivación es de suma importancia, pero es importante saber que nos aporta diariamente en nuestras vidas y como es que nos ayuda a mejorar en todo aspecto. Algunos de los factores más importantes, son:
-Autoestima: la motivación nos ayuda a mejorar nuestras autoestima, además de que es esencial para tener una vida feliz en donde tengamos metas y podamos cumplirlas. De lo contrario, sin esta, se puede llegar a caer en acciones de riesgo como el consumo de sustancias.
Creatividad: nos impulsa a mejorar y nos permite mejorar en ese y varios aspectos. Nos deja ser creativos en como vamos a alcanzar esas metas.
Curiosidad: nos permite intrigarnos mucho más en las cosas que nos dan curiosidad y nos permiten la satisfacción al momento de lograr nuestros objetivos.

## Desmotivación
Un término opuesto a motivación es desmotivación, generalmente definido como un sentimiento de desesperanza ante los obstáculos o como un estado de angustia y pérdida de entusiasmo, disposición o energía.
Aunque la desmotivación puede verse como una consecuencia normal en las personas cuando se ven bloqueados o limitados sus anhelos por diversas causas, tiene consecuencias que deben prevenirse.
Para el Renny Yagosessky, Ph.D en Psicología, conferencista y escritor, la desmotivación es un estado interior limitador y complejo, caracterizado por la presencia de pensamientos limitantes y sensación de desánimo, que se origina como consecuencia de la generalización de experiencias negativas, propias o ajenas, y una autopercepción de incapacidad para generar los resultados deseados.
Desde su punto de vista, la desmotivación puede resultar claramente nociva si se convierte en una tendencia recurrente o estable, pues tiende a afectar la salud, a limitar la capacidad de vinculación y a desfavorecer la productividad por cuanto afecta la confianza en uno mismo, el flujo de la creatividad, la capacidad de tomar riesgos y la fuerza de voluntad.